# Svätuše
Svätuše, ungarisch Szentes (1960–1990 slowakisch „Plešany“; ungarisch auch Bodrogszentes) ist eine Gemeinde im Osten der Slowakei mit 810 Einwohnern (Stand 31. Dezember 2024), die zum Okres Trebišov, einem Kreis des Košický kraj, gehört. Sie ist Teil der traditionellen Landschaft Zemplín.

## Geographie
Die Gemeinde befindet sich im südlichen Teil des Ostslowakischen Tieflands in der Kleinregion Medzibodrožie (ungarisch Bodrogköz), am Westhang des kleinen Hügellands Chlmecké pahorky (auch Kráľovské kopce genannt). Das Ortszentrum liegt auf einer Höhe von 120 m n.m. und ist sechseinhalb Kilometer von Kráľovský Chlmec sowie 49 Kilometer von Trebišov entfernt (Straßenentfernung).
Nachbargemeinden sind Vojka im Nordwesten und Norden, Kráľovský Chlmec im Osten, Malý Horeš im Südosten, Veľký Horeš im Süden, Malý Horeš (Katastralgemeinde Nový Horeš) im Südwesten und Rad im Westen.

## Geschichte

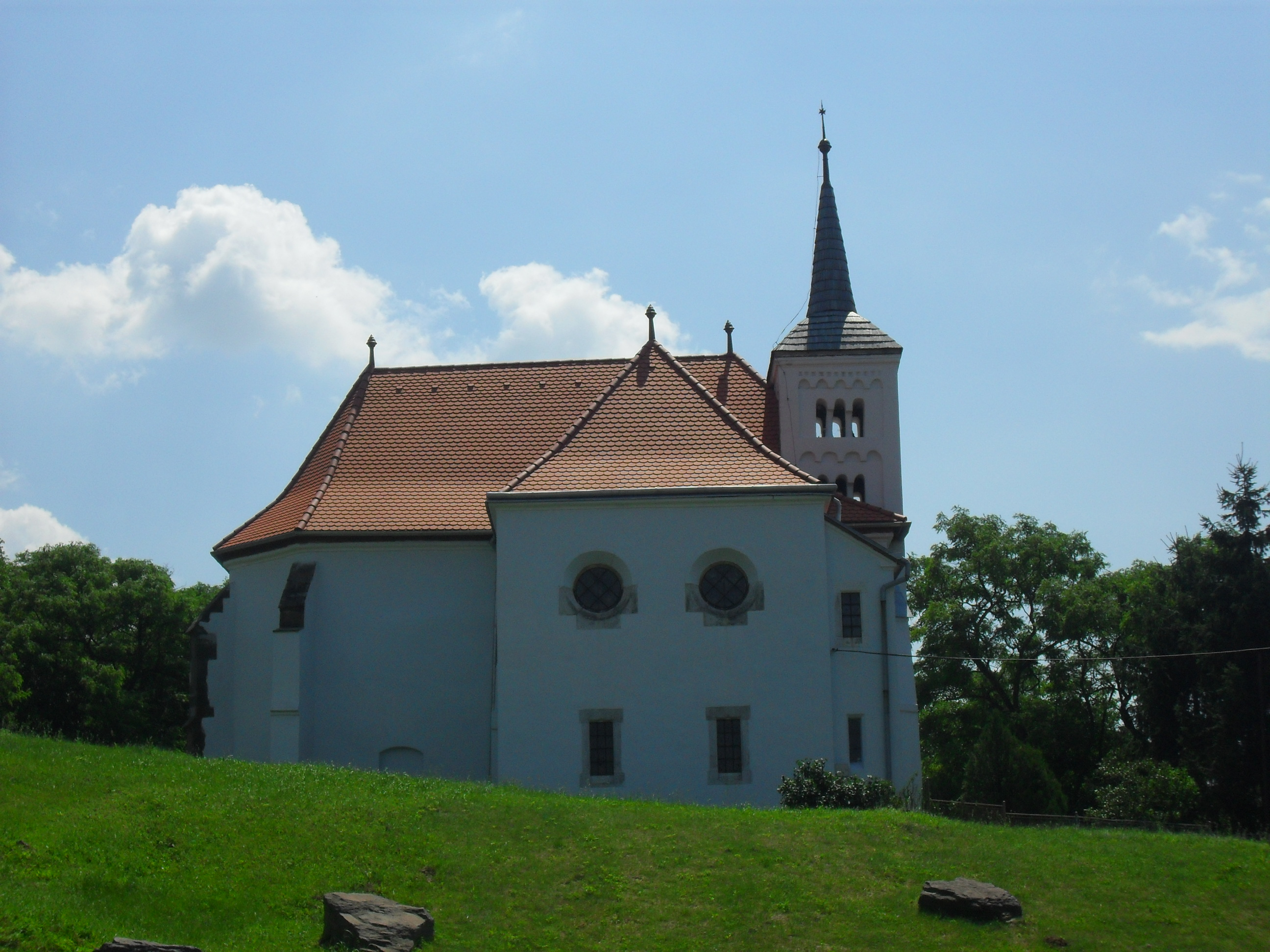
Reformierte Kirche in Svätuše

Svätuše wurde zum ersten Mal 1245 als Zentus schriftlich erwähnt, weitere historische Bezeichnungen sind unter anderen Zenthus (1342) und Szentes (1773). Das Dorf war Besitz des Landadels sowie von Familien wie Csapy im Jahr 1411 oder Csicsery im Jahr 1438, später kam es zu häufigen Besitzerwechseln. Von 1558 bis zum 19. Jahrhundert besaß die Familie Sennyey Gutsanteile, im 19. Jahrhundert kam dazu die Familie Weinberger, im 20. Jahrhundert der Graf Majláth.
1557 wurden acht Porta verzeichnet, 1715 gab es 20 verlassene und sieben bewohnte Haushalte. 1787 hatte die Ortschaft 80 Häuser und 503 Einwohner, 1828 zählte man 107 Häuser und 798 Einwohner, die als Landwirte, Obstbauern und Winzer tätig waren. Im frühen 20. Jahrhundert gab es Steinbrüche bei Svätuše.
Bis 1918/1919 gehörte der im Komitat Semplin liegende Ort zum Königreich Ungarn und kam danach zur Tschechoslowakei beziehungsweise heutigen Slowakei. Auch in der Zeit der ersten tschechoslowakischen Republik verblieb die Bevölkerung bei traditionellen Haupteinnahmequellen. Auf Grund des Ersten Wiener Schiedsspruchs war der Ort von 1938 bis 1944 noch einmal Teil Ungarns. Nach dem Zweiten Weltkrieg wurde die örtliche Einheitliche landwirtschaftliche Genossenschaft (Abk. JRD) im Jahr 1950 gegründet, ein Teil pendelte zur Arbeit nach Čierna nad Tisou sowie in Industriebetriebe in Kráľovský Chlmec, Košice und anderswo.

## Bevölkerung
| Jahr                | 1994 | 2004    | 2014    | 2024    |
| ------------------- | ---- | ------- | ------- | ------- |
| Anzahl der Personen | 907  | 901     | 828     | 810     |
| Unterschied         |      | −0,66 % | −8,10 % | −2,17 % |

| Jahr                | 2023 | 2024    |
| ------------------- | ---- | ------- |
| Anzahl der Personen | 799  | 810     |
| Unterschied         |      | +1,37 % |

Nach der Volkszählung 2011 wohnten in Svätuše 842 Einwohner, davon 780 Magyaren, 41 Slowaken, vier Tschechen und ein Ukrainer. 16 Einwohner machten keine Angabe zur Ethnie.
579 Einwohner bekannten sich zur reformierten Kirche, 154 Einwohner zur römisch-katholischen Kirche, 44 Einwohner zur griechisch-katholischen Kirche, 25 Einwohner zu den Zeugen Jehovas, jeweils zwei Einwohner zur evangelisch-methodistischen Kirche und zur orthodoxen Kirche und ein Einwohner zur jüdischen Gemeinde. 18 Einwohner waren konfessionslos und bei 17 Einwohnern wurde die Konfession nicht ermittelt.

## Bauwerke und Denkmäler
- reformierte (calvinistische) Kirche, ursprünglich eine romanisch-gotische Kirche aus dem frühen 13. Jahrhundert, in der zweiten Hälfte des 15. Jahrhunderts sowie 1794 im Barockstil umgebaut, 1907 um ein Seitenschiff erweitert[6]

## Verkehr
Durch Svätuše führt die Cesta I. triedy 79 („Straße 1. Ordnung“) von Slovenské Nové Mesto nach Kráľovský Chlmec, im Ort zweigen die Cesta III. triedy 3708 („Straße 3. Ordnung“) Richtung Vojka sowie die Cesta III. triedy 3697 Richtung Malý Horeš und Veľký Horeš ab. Der nächste Bahnanschluss ist in Veľký Horeš an der Bahnstrecke Čierna nad Tisou–Košice.